# キタブ
キタブ (ラテン文字:Kitob, Kitab、ウズベク語: Kitob / Китоб、ロシア語: Китаб、ペルシア語: کتاب) はウズベキスタン・カシュカダリヤ州の都市である。州都のカルシからは東北東に約100kmの位置にある。2012年の人口は45,206人である。「キトブ」とも表記されることがある。

## 概要
都市としては、1976年にウズベキスタン鉄道の駅が建設されたことで市として設立された。都市名はペルシア語で「本」を意味する「キターブ」に由来している。街にはキタブ天文台があり、アメリカ合衆国・ゲイザースバーグのアメリカ国立標準技術研究所や日本・奥州市水沢の水沢VLBI観測所などと並び世界でも有数の国際緯度観測所として知られている。